# Thorncroftia
Thorncroftia, rod polusukulentnih grmova porodice medićevki iz Južne Afrike. Smješten je u podtribus Plectranthinae, dio tribusa Ocimeae, potporodica Nepetoideae. Tipična vrsta je Thorncroftia longiflora N.E.Br.

## Etimologija
Rod Thorncroftia nazvan je u čast Georgea Thorncrofta (1857. – 1934.) koji je botanički opsežno sakupljao na području Barbertona. U rodu Thorncroftia postoji ukupno 6 vrsta i sve su endemske za Južnu Afriku. Prvotno se mislilo da su članovi blisko povezanog roda Plectranthus.

## Vrste
1. Thorncroftia greenii Changwe & K.Balkwill
2. Thorncroftia longiflora N.E.Br.
3. Thorncroftia lotteri T.J.Edwards & McMurtry
4. Thorncroftia media Codd
5. Thorncroftia succulenta (R.A.Dyer & E.A.Bruce) Codd
6. Thorncroftia thorncroftii (S.Moore) Codd